# HD33858
HD33858 — подвійна зоря. 
Ця подвійна система має видиму зоряну величину в смузі V приблизно 7,8.
Вона розташована на відстані близько 426,3 світлових років від Сонця.

## Подвійна зоря
Головна зоря цієї системи належить до хімічно пекулярних зір й має спектральний клас A3.
Інша компонента має  спектральний клас A8.